# Silvia Hofmeister

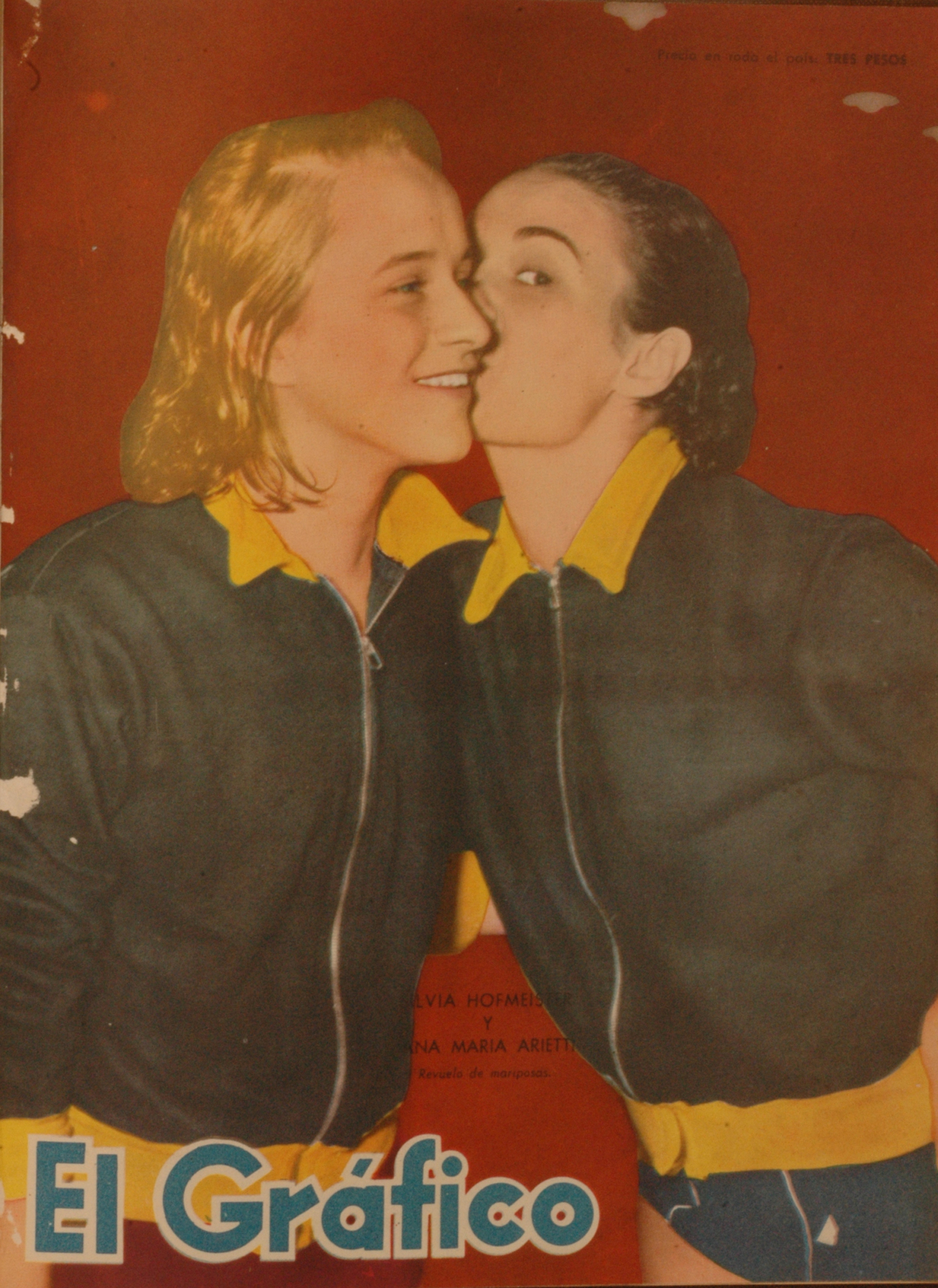
Silvia Hofmeister y Ana María Arietti en la tapa de la revista El Gráfico del 14 de marzo de 1958. Puede leerse: Silvia Hofmeister y Ana María Arietti, revuelo de mariposas.

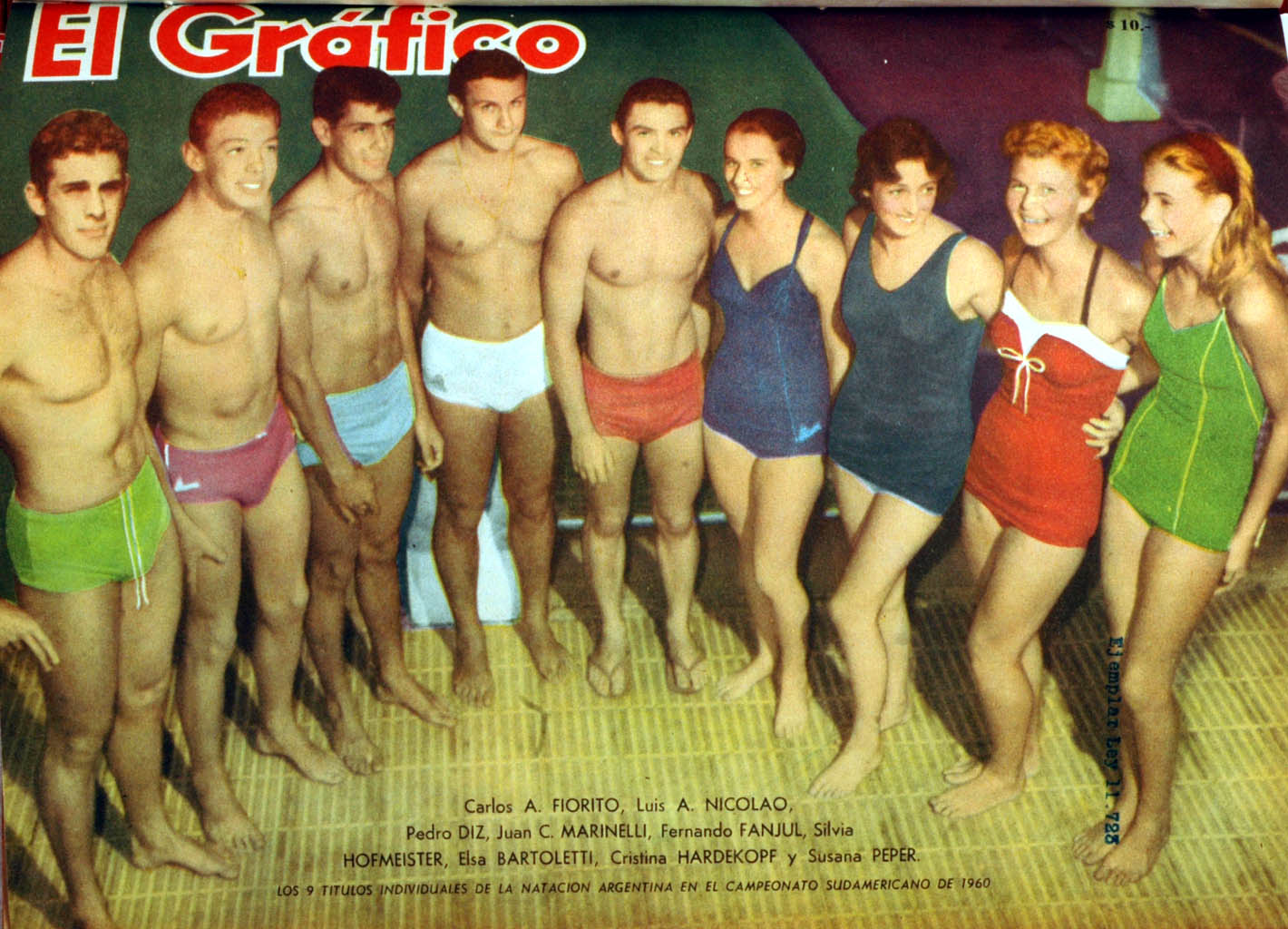
Silvia Hofmeister (primera mujer desde la izquierda) en la tapa de El Gráfico del 13 de abril de 1960, con otros nadadores argentinos que ganaron en el Campeonato Sudamericano de Natación de 1960.

Silvia Hofmeister es una nadadora argentina retirada que se especializaba en estilo mariposa.
En el Campeonato Sudamericano de Natación de 1960, celebrado en la ciudad colombiana de Cali, ganó los 100 m estilo mariposa con récord sudamericano.